# Ворзель
Во́рзель — посёлок в Киевской области. Подчинён Бучанскому горсовету.

## Происхождение названия
Существует несколько версий о происхождении современного названия посёлка. Сначала посёлок хотели назвать Еленовкой — в честь жены Пеховского. Но тот предложил название Ворзель — так назывался купленный им в районе строительства кирпичный завод, принадлежавший ранее немцу фон Вёрзелю. Название это импонировало Пеховскому из-за созвучия с французским Версалем.
Как считает историк Рыбаков, ранее корень «вор» в украинском языке имел значение «предел» (вспомним «вориття», «ворота», «ворожить» (выходить за границу), враг (чужой, из-за границы)). Если первая часть слова означает «черту», то вторая часть — зель — может быть именем или фамилией хозяина, владельца этой черты. В пользу этого предположения свидетельствует ещё и тот факт, что недалеко от этих земель находилась немецкая колония. Поэтому вполне возможно, что землями современного Ворзеля когда-то владел какой-то немец по фамилии Зель. По мнению востоковеда Лихотворика, своё название местность получила совсем по другой причине. Исследовав лексический состав украинского языка, учёный пришёл к выводу, что для него такое буквосочетание (Ворзель) не характерно. Зато учёный видит истоки этого слова в языке скифов, которые якобы жили на этих землях. В переводе с их языка «варзилу» значит «железо». Скифы же славились своим умением выплавлять железо.

## История
Образован в 1905 году (о чём гласит мемориальная доска на здании Ворзельского вокзала) на 37 километре участка Ковельской железной дороги вблизи села Михайловка (в настоящее время Михайловка-Рубежовка) благодаря сговору местных помещиков Красовского, Чайки, фон Дервиза, Саратовского, Пеховского и Кичеевой. Дело в том, что этим лицам принадлежали земли, которые они решили отдать под дачную застройку. Узнав, что в 1900 году в этих городах проляжет Киевско-Ковельская железная дорога, землевладельцы ещё в период её проектирования дали взятки высокопоставленному должностному лицу из министерства путей сообщения. В результате, невзирая на то, что железная дорога на участке Киев—Тетерев должна была иметь прямолинейный профиль и пройти в 8—10 километрах к юго-востоку от современного Ворзеля, её стали строить на землях помещиков. После этого местные помещики разделили свои земельные массивы на 229 прямоугольных участков под единый посёлок.
Рядом с Ворзелем в урочище Ракитное на землях, принадлежавших землевладелице В. Л. Кичеевой, возник дачный поселок Кичеево. Землевладелица разделила свое состояние на 258 участков (800—1600 кв. саж.) И продала по 20—40 коп. за квадратную сажень. Впоследствии Кичеево вошло в пределы Ворзеля, но до сих пор сохранилось название остановочной платформы «Кичеево».
В ходе Великой Отечественной войны в 1941—1943 гг. Ворзель был оккупирован немецкими войсками. В годы ВОВ в Ворзеле действовал отряд партизан, сформированный 14—15-летними подростками. Многим из них было от 10 до 12 лет. Отряд получил название «Неуловимые». В 1943 году отряд подростков-партизан уничтожил большую группу карателей РОА, которые за два дня до этого замучили нескольких мирных жителей, подозревая их в связи с партизанами. Бой продолжался несколько часов, притом, что количество карателей было около 200, а юных партизан было только 15. Советские войска наступали и фронт находился уже ближе 15 километров от Ворзеля. В этом последнем бою отряд «Неуловимых» потерял троих и несколько было ранено, а каратели были уничтожены, в плен было взято около десяти человек. В годы СССР упоминать о действиях юных партизан было не принято, так как параллельно в Киевской области действовал отряд взрослых партизан и было неуместно вспоминать о том, что был ещё один «детский» отряд, который самостоятельно организовался, бил врага и не руководился никем из взрослых.
В январе 1989 года численность населения составляла 9108 человек.
12 сентября 1998 года в посёлке проходил чемпионат Украины 1998 года по «Что? Где? Когда?» 
С конца февраля 2022 года посёлок находился в зоне боевых действий. В результате боёв около Ворзеля был повреждён детский дом. В последующие несколько дней посёлок стал контролироваться российскими войсками, но из-за обстрелов большинство домов осталось без света, тепла и водоснабжения. 9 марта был организован гуманитарный коридор для мирного населения, среди спасённых — известный украинский композитор Игорь Поклад, которого с семьёй вывез проживающий на Украине гражданин Казахстана Константин Гудаускас.

## Курорт
Из-за чистого воздуха, которым обладает Ворзель, его сравнивают с российским Кисловодском. По медицинским показаниям, Ворзель — курорт, хорошо подходящий для лечения и профилактики респираторных и сердечно-сосудистых заболеваний. Именно с целью реабилитации и профилактики от этих болезней тут, еще во времена СССР, был создан целый ряд пансионатов и санаториев. В советские времена сюда приезжали на отдых и лечение отдыхающие со всего Советского Союза. После распада СССР ситуация немного ухудшилась — многие лечебницы и санатории были закрыты. Сегодня продолжают функционировать санатории: «Украина», «Звезда», «Победа», «Кичеево» и другие. Несмотря на, казалось бы, упадок курорта, здесь появился ряд новых современных небольших отелей. Все они удобно расположены недалеко от трассы Киев-Ковель, рядом с Ворзельским озером, в окружении леса.

Учитывая то, что курорт Ворзель находится недалеко от Киева, отдыхать здесь можно и самостоятельно. Так, например, выезжать на однодневную прогулку или пикник. Доехать сюда из Киева не сложно. Сюда ходят маршрутные такси и электропоезда. Маршрутки отправляются от метро Святошин. Остановка маршрутных такси находится на проспекте Победы, маршрутки едут по маршруту Киев-Ворзель. Электропоезд в сторону посёлка отправляется с железнодорожной станции Святошино и Борщаговка. Через Ворзель идут электрички до Бородянки, Тетерева, Малина, Коростеня.

Для отдыха существует «Берёзовая роща» — небольшой берёзовый массив, с ухоженной территорией, беседками и лавочками.

Местные достопримечательности: дом графини Уваровой, построенный в начале XX века; Тюльпановое дерево, одно из немногих на Украине.

Курорт хорошо подходит для пеших прогулок и катания на велосипеде.

## Упоминания в литературе
Действие повести В. А. Осеевой «Динка прощается с детством» происходит на хуторе вблизи железнодорожной станции Ворзель.

## Галерея
- Парк возле усадьбы Уваровой
- Железнодорожная станция "Ворзель"
- Аптека
- Усадьба графини Уваровой
- Церковь Петра и Павла
- Большое озеро